# Sinais de Fogo
Sinais de fogo (en castellà, Señales de fuego) és una pel·lícula dramàtica de coproducció hispano-portuguesa del 1995 dirigida per Luís Filipe Rocha i amb un argument basat en el llibre Sinais de fogo, de Jorge de Sena.

## Argument
Un grup d’adolescents portuguesos que passa les seves vacances d’estiu a Figueira da Foz el juliol del 1936, veu com l’esclat de la guerra civil espanyola repercuteix, amb intrigues polítiques i passions desfermades, de manera violenta a les seves vides.

## Repartiment
- Diogo Infante - Jorge
- Ruth Gabriel - Mercedes
- Marcantonio Del Carlo -Ramos
- José Airosa - Rodrigues
- Rogério Samora - Almeida
- Henrique Viana
- Caroline Berg
- Manuel Pereiro
- Alberto Arizaga